# Alexandre Voulland
Alexandre Voulland, né le 10 novembre 1725 à Uzès (Gard), mort le 25 août 1806 à Uzès (Gard), est un général de division de la Révolution française.
Il est le frère du conventionnel Jean-Henri Voulland (1751-1801).

## États de service
Il entre en service le 3 septembre 1747 comme lieutenant dans le régiment Royal-Lorraine, et il est réformé avec ce corps le 31 décembre 1748. 
Il reprend du service comme lieutenant de grenadiers au régiment d'Île-de-France le 16 juin 1753, et il reçoit son brevet de capitaine le 1er avril 1757, avant d’être réformé le 21 décembre 1763. 
En 1771, il devient premier capitaine des grenadiers royaux au régiment provincial d’Anduze, et le 24 novembre 1771 il est fait chevalier de Saint-Louis. Il est de nouveau réformé en 1775, et le 1er juin 1778 il est nommé premier capitaine de grenadiers au 5e régiment d’état-major. Il est admis à la retraite le 15 septembre 1782.
En 1789, il reprend les armes comme colonel de la Garde nationale d’Uzès, et le 26 août 1792 il est élu lieutenant-colonel commandant le 2e bataillon de grenadiers du Gard. Il est nommé chef de brigade le 9 août 1793, commandant la place de Mont-louis, et il est promu général de brigade le 1er octobre 1793 à l’armée des Pyrénées orientales.
Le 30 mars 1794 il est élevé au grade de général de division, et le 5 juillet 1794 il est affecté à l’armée d’Italie, en tant que commandant de Montpellier, suivi par Marseille le 21 juillet suivant. Il est démis de ses fonctions le 12 septembre 1794 par les représentants en mission Auguis et Serres, et il est arrêté à Uzès le 29 septembre par décret de l’Assemblée nationale.
Libéré de prison le 15 février 1795, il n’est pas inclus dans la réorganisation des états-majors le 13 juin suivant, et il est admis à la retraite de 12 septembre 1798.
Il meurt le 25 août 1806, à Uzès.

## Sources
- (en) « Generals Who Served in the French Army during the Period 1789 - 1814: Eberle to Exelmans »
- Étienne Charavay, Correspondance générale de Carnot, tome 3, imprimerie Nationale, 1897, p. 266.
- (pl) « Napoléon.org.pl »
- Alexandre Mazas, Histoire de l'ordre royal et Militaire de Saint-Louis depuis son institution en 1693 jusqu'en 1830, Tome 1, Firmin Didot frères, fils et Cie, Paris, 1860, p. 605